# Pontiac (Michigan)
Pontiac – miasto w Stanach Zjednoczonych, w stanie Michigan, ośrodek administracyjny hrabstwa Oakland, położone nad rzeką Clinton, około 40 km na północny zachód od Detroit. W 2010 r. miasto to na powierzchni 52,3 km² zamieszkiwało 59 515 osób, a w ciągu dziesięciu lat liczba ludności spadła o ponad 10%.
Miasto nazwane zostało na cześć Pontiaca, indiańskiego wodza z plemienia Ottawa. Pierwsi osadnicy pochodzenia europejskiego osiedli tu w 1818 roku. Formalne założenie miejscowości nastąpiło w 1837 roku, w 1861 roku uzyskała ona status miasta (city).
Na przełomie XIX i XX wieku gospodarka miasta w dużej mierze opierała się na produkcji pojazdów zaprzęgowych. Na początku XX wieku zaczął rozwijać się tu przemysł motoryzacyjny, od 1910 roku największym pracodawcą był koncern General Motors (GM). W mieście funkcjonowały dawniej należące do GM zakłady produkcji samochodów osobowych Pontiac (do 2009 roku), oraz samochodów ciężarowych i autobusów GMC. Nadal prowadzona jest tu produkcja podzespołów samochodowych. W 2013 roku GM pozostawał największym pracodawcą w mieście, a przemysł motoryzacyjny nadal zatrudniał 12% siły roboczej.